# フランソワ・セベール
アルベール・フランソワ・セベール・ゴールデンベール（Albert François Cévert Goldenberg, 1944年2月25日 - 1973年10月6日）は、フランス出身の元レーシングドライバー。フランスでは「フランスのジェームズ・ディーン」と呼ばれている。

## 経歴

### F1デビューまで
パリで産まれた。7、8歳の頃、父親のももの上で運転を覚える。その頃に姉のジャクリーヌが紹介したジャン＝ピエール・ベルトワーズ（後に姉と結婚、F3/F2チャンピオン）に会ったのをきっかけにモーターレーシングに興味を持つ。16歳の時、母親のベスパを使った友達との競争をはじめた。モータースポーツのキャリアの最初であった。クラシック・ピアニストとしての訓練を受けていたが、カートに興味を抱いて1964年にモンレリーのレーシング・スクールに入学。父親はレーサーを目指すことに反対だったがセベールは夢を追い求めた。父はセベールを勘当したが、その後のサーキットでの実力をみて和解した。
兵役を終えた後、最初のシーズンはルノーエンジンを搭載するアルピーヌでF3に参戦したが、マシンをセットアップする経験不足とカーメンテナンスの資金不足などからうまくいかなかった。1966年F3優勝者の賞金としてのヴォラン・シェル・レースに参戦。1968年シーズンにむけてスポンサーを探した後、アルピーヌからワークスドライバーとしてのF3参戦をオファーされたが、これを断りテクノカーへ移籍した。1968年にフランスF3でチャンピオンを獲得。1969年にテクノフォーミュラからF2にステップアップ。その当時F2はF1レーサーたちの理想的な練習環境でもあったため多くのF1参戦中の強者がF2クラスへも参加している中、1勝を挙げシリーズ3位の成績を残す。クリスタルパレスでのF2では、すでにF1でのトップランカーであったジャッキー・スチュワート（同1969年のF1ワールドチャンピオン）がセベールを前に苦戦していた。スチュワートはF2でのセベールでの走りを見て、F1でのチーム監督であるケン・ティレルにセベールの獲得を直訴した。

### F1参戦

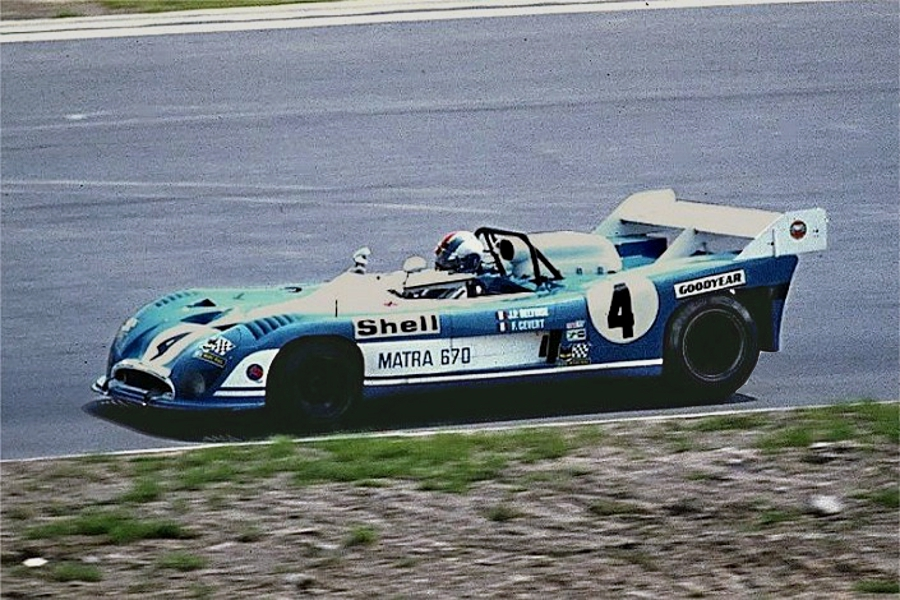
1973年、ニュルブルクリンクでマトラ・MS670を運転するセベール

1970年も彼はテクノF2に残留し、同時にマトラ・スポーツカーにも参戦していたが、F1に参戦するイギリスのティレルチームは序盤3戦のみで引退を決断しチームを去ったフランス人レーサー、ジョニー・セルボ＝ギャバンの代わりとなるドライバーを探すことになった。そこでスチュワートの獲得を勧める言葉とチームの大スポンサーであるエルフ（フランスの石油会社）に対する懐柔策もあり、フランス人であるセベールがスチュワートのチームメイトとして第5戦オランダGPでF1デビューすると、以後ほとんどすべてのレースでスチュワートとのギャップを縮めていった。第10戦イタリアGPで早くも6位入賞を果たす。ケン・ティレルは後にフランス人であるセベールの獲得について「みんなはelf（がフランスだから）というけど、本当にジャッキーが彼について（セベールを獲ろうと）言ったことだ」と語った。

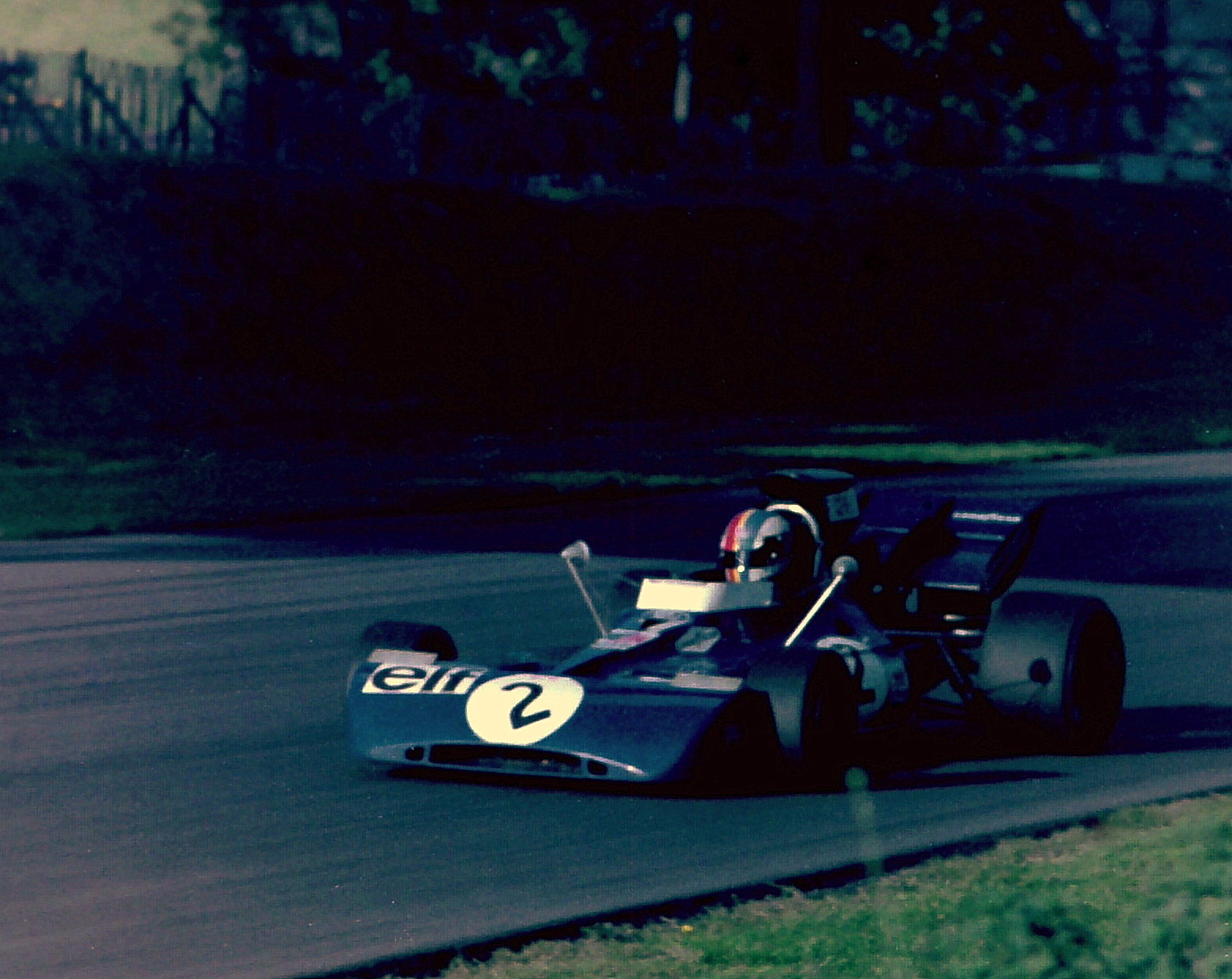
1971年ブランズ・ハッチでのセベール

1971年、ティレルがシャシーをマーチから自社製に完全に移行した。セベールはフランスGP（7位スタート）、ドイツGP2位（両方とも1位はスチュワートでティレルチーム1-2フィニッシュ獲得）とファステストラップ、イタリアGP3位表彰台を経て、ワトキンズグレンでの最終戦アメリカGPでF1初優勝を遂げた。
このグランプリでは5位でスタートした後、スチュワートのタイヤの温度が100度にまで上がったのでセベールはスチュワートをリードした。半分終わった時点ではジャッキー・イクスと競り合うことになり、43周目にイクスはファステストラップを記録し差は2.2秒まで縮まるが、49周目にイクスはギアボックスに穴が開きオイルがコース上に漏れコースアウト、そのオイルにデニス・ハルムのマクラーレンが乗ってしまいガードレールにぶつかりフロントサスペンションを曲げてしまった。29秒リードでトップを行くセベールはゴールに近づくと、ゴールで万歳をするために両手をハンドルから離しながらチェッカーフラッグを受けた。この勝利は1955年と1958年のモナコGPで優勝したモーリス・トランティニアン以来のフランス人によるF1優勝達成であった。米50,000ドルの優勝賞金を獲得した。しかしこれが最初で最後のF1での優勝となった。年間ではスチュアートとロニー・ピーターソンに次いでドライバーズランキング3位となり、ティレルチームのF1コンストラクターズチャンピオンに貢献した。
1972年はやや勢いを欠いた。セベールはフランスGPで4位、ベルギーGPとアメリカGPで2位と表彰台に立ったが、ポイント（6位以内）をこの3回しかとれなかった。ル・マン24時間レースではマトラ・シムカ・MS670を操り2位を獲得する。
1973年、ティレルチームは復調し、セベールは優勝こそないものの、スチュワートの背後の位置で表彰台を獲得するレースを常に見せるようになり、2位表彰台は6度を数えた。そのうちの3度は1位スチュワートとの1-2フィニッシュであった。スチュワートはセベールがとても従順なチームメートであることをよく知っていた。チームメートの影に隠れていたが、それはセベールの意に沿うものではなかった。

### アメリカGPに至るまでの背景

#### スチュワートとシェクター
スチュワートはシーズン15戦中13戦目となるイタリアGPの終了時点で、3度目のドライバーズチャンピオン獲得を決めた。スチュワートはF1の安全対策の推進に尽力したいこと、及び愛弟子セベールの成長により、自身のF1参戦100戦目となるシーズン最終戦アメリカGPを最後に現役引退することを決めていた。そして、ティレルF1チームのNo1ドライバーをセベールに譲る予定であった。その決断は妻ヘレンにさえ言っておらず、シーズン前にケン・ティレルとエンジンを供給しているフォードの責任者、ウォルター・ヘイズにだけ打ち明けていた（後にスチュワートはアメリカGP前にこの決定をセベールに言わなかったことを後悔していると語っている）。
ケン・ティレルはエースとなるセベールをサポートするNo.2ドライバーに据えるつもりでジョディー・シェクターと翌年の契約をしたが、上記の事情を全く知らなかったセベールにとってシェクターの移籍加入はショックを受けるものであり、他のトップチームからのオファーを受け移籍も考えていた。
そのシェクターは前戦であるカナダGPでセベールを巻き込んでリタイアし一悶着となった。シェクターは同年クラッシュが多くレーサーライセンスの剥奪も検討されたほど運転が荒いドライバーとされており（フランスGPにてエマーソン・フィッティパルディを巻き込みクラッシュ、イギリスGPにて後続8台を巻き込むスピンを喫しF1史上初の赤旗レース中断の原因となり第10-14戦まで休養を命じられ、復帰戦・カナダGPでセベールとクラッシュ）、セベールはシェクターのドライビングを「そこに戦争があるかのように荒い」と批判し遺恨を残していた。また、その接触でセベールは足首を負傷しアメリカGP欠場も考えられたが、「自分はプロ」という思いで出場を強行していた。

#### ティレル006
カナダGPでのシェクターとのクラッシュにより、ずっと使っていたシャシーであるティレル・006が壊れたため、アメリカGPでは彼のために（ケン・ティレルにとっては翌年のリーダーのために）作られた新しい006/3を使うことになった。
006はヨッヘン・リントが事故死した際乗っていた車種であるロータス・72に似ていた。そのため、005から006/3に至るまでのシャシー内部にあるフロントブレーキもロータス72同様問題を抱えていた。これはロータスとティレルのマシンには「インボード・ブレーキ」という構造を採用していたからである。
他のコンストラクターが新しい規則に合わせるための車を作っている間、ティレルは1973年の4月にその規則に合わせた車を作った。インボード・ブレーキは一番熱くなる部分（ブレーキローターとブレーキパッド）が車体の中（通常はホイール内部）にあるが、ティレルのスポーツカーノーズと呼ばれるフロントのウイングの構造では、内部にあるブレーキの一番発熱する部分のクーリングに必要なだけの十分な空気が入らなかった。
実際、スチュワートが乗っていた005は南アメリカGPのプラクティスでブレーキラインの故障で大事故を起こしている。

### 事故死

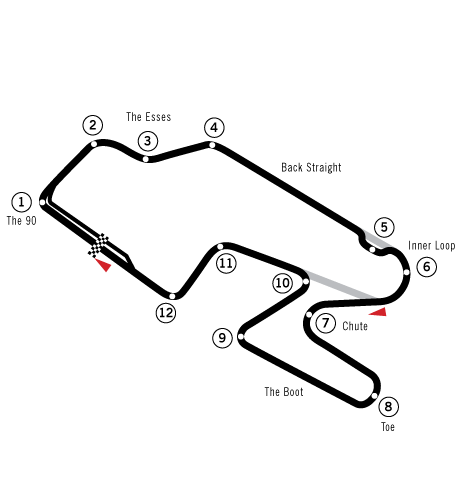
ワトキンズグレンのコース図。②③④の区間が死亡事故現場の「エセス」

ワトキンズグレンで行なわれるシーズン最終戦アメリカGPでは、セベールがトップ、スチュワートが次を走り、チームリーダーのバトンを渡すことを象徴的に見せることをティレルは提案していた。
予選の土曜日、セベールは予選が午前11時から始まるにもかかわらず、8時にモーニングコールで起き、10時半過ぎにようやくピットに到着した。ティレルは「少なくとも遅刻をするようなドライバーは成長しない」と叱った。セベールはシャシーの準備を手伝った後、ポールポジションをピーターソンと争っていた。予選終了間際に4位のタイムを記録し、ピットでティレルはセベールに「もう出なくてもいい」と伝えたが、セベールが残り時間を聞いてきたので「4分」と答えた。
セベールは「ひとっ走りしてポールをいただいてくる」と言い、またマシンに戻り最後の1周に向かった。片手でハンドル、もう片手でバイザーを下しながら、スチュワート夫人・ヘレンに投げキッスをした。これがピットの人間が最後に見たセベールの姿である（結果として上記の言葉が最後の言葉となった）。
その直後の11時54分、直角の第1コーナーとバックストレートの間にある高速S字セクション「エセス」に入る際、シェクターが背後から迫っていた。タイムアタックに出ていたセベールは、そこにある縁石による揺れのためセベールのマシンは左寄りにドリフトしすぎた。エセスはアップヒルでガードレールがコース脇直近に設置されているため、オーバースピード（時速240km）でアウト側ガードレールに接触。この時点でフロントのスポーツカー・ノーズが弾け飛んだ。
コントロールを失ってスピンしたマシンは、鋭角に向きを変えるとトラックの右側にある反対側のガードレールにフロント部分から突っ込んだ。ガードレールの支柱に激突したため車体は横転。さらにこの「支柱」が破壊された事により二枚あるガードレールの上段がめくれ上がる形となり、宙を舞ったマシンはその真上に落下。セベールはマシンごと股から顎の下まで、真っ二つに引き裂かれ即死した。29歳没。「死も契約に含まれている」と自身が生前話していた通りになってしまった。
事故現場にドライバーとして最初にたどり着いたのはセベールの後ろを走っていたシェクターであった。彼は係員が制止するのを振り切って現場を見た途端、あまりの惨状にその場に立ちつくしボロボロ涙をこぼし、事故車のコックピットをのぞいた際セベールのヘルメットから下がなかったように見えたという。スチュワートは『残骸の中を見たが、彼の姿を判別するのはヘルメットぐらいしかなかった。まるで屠殺場（とさつじょう）のようで…』と発言し、後にこう語った「彼は（車の中に）残された。明らかに死んだからだ」。その他のピットに戻ってきたドライバーたちは、一様に顔面蒼白になってマシンを降りた。スチュワートは事故現場をすぐに後にしてピットに戻った。事故原因調査の為、ピットへと回収されたマシンの中を見たティレルのメカニックによると、内部にセベールの体の一部が残っていたので彼らが拾い集めたという。
シェクターをチームメイトに迎え、自身がエースドライバーとなることを予定された、まさに順風満帆の中での悲劇だった。スチュワートは最終戦でのこの愛弟子の姿に心を痛め、日曜日の決勝をキャンセルし即時引退した。その後何回も復帰の話があったが、本人の「セベールに対する思いのため」テストドライバーとしてドライビングしたのみにとどまった。シェクターはこの事故以来、安全を第一と考える姿勢に変わったという。
1973年10月11日にSt Germainに埋葬された（パーヴォ・ヌルミも同じ日に埋められた）。現在は母の故郷であるメーヌ＝エ＝ロワール県ソミュール村近くのfr:Vaudelnay村にあるVaudelnay墓地に両親とともに埋葬されている。墓石は立派な黒い大理石で設えられ、肖像のブラックレリーフが背面に彫られている。

### スチュワートによる事故原因分析
プラクティスが終わった後、スチュワートは事故原因を調べるためこのコースを回った。スチュワートはエセスを5速ギアを使うことが多かった。それにより、レブレンジのローエンドになったからである。しかし、セベールはその区間を4速ギアで使うことが多かったため、エンジンパワーレンジのトップエンドになった。その状態はそのコーナーを通過する間、加速する必要に迫られていることが多かったのではないか、という結論である。
ティレル006は短いホイールベースのため、ワトキンスグレンのこの区間でいつも飛び上がるように感じるとスチュワートはティレルに注意し、これがタイムに影響するとしてもトップギアで運転することにより飛び上がりを少なくする必要があると感じた。このように、セベールの攻撃的なドライビングテクニックはこの事故に影響を与えた。その他、下記の事情も遠因と考えられる。
1. エセスに入る際に後ろから来たのが遺恨を残し、来季ティレルとの契約を既に済ませていたシェクターであった[要出典]。
2. クーリング性能が低い車種でなおかつ新車であった[16]。
3. 足首を負傷中の強行出場[要出典]。
4. ジャクリーヌが妊娠初期で燃料の臭いでつわりを起こす為、夫と弟の嘆願にもかかわらずワトキンスグレンに行けなかった[17]。

## 人物

### 生まれた家庭
父親シャルル・ゴールデンベール（Charles Goldenberg：1901–1985年）は富裕な宝石商で(1930年代にその職業になった)、1905年ロシア第一革命におけるユダヤ人迫害（ポグロム）から逃れるため少年のころフランスに連れて来られたロシア系ユダヤ人の亡命者であった。
第二次世界大戦中フランスがナチスに支配されている間ユダヤ人狩りがおこなわれていた。シャルルはフランス・レジスタンス運動に参加した。登録されていたユダヤ人として当局からマークされポーランドへ強制追放されないよう、家族は母親ユゲット・セベール（Huguette Cévert：?-2001）の姓（セベール）で登録した。そうすることで、自身の財産はもちろんのこと家族の命を守った。
フランスが解放された数年後、セベールの父親は自分の姓（ゴールデンベール）に改名を望んだが家族は反対し実現しなかった。 祖父はカルティエ創設に関わっていた。セベールと姉ジャクリーヌの他、もう一人の兄弟はパリで宝石商を営んでいるという。

### 私生活
- 184cm[21]と長身で少年時代からハンサムな容姿で知られていた上に、ハイスピードで走るので国民的ヒーローであった。彼の写真を持っていない少女もブリジット・バルドー[22]とのロマンスを書かない雑誌もなかった。80%のファンレターは女性からであった[2]。その他、Anne Nanou Van Malderen（愛称「Nanou」）という長年の恋人、ガールフレンドにChristina de Caraman-Chimay[23]というオランダ人モデル、アレクサンドラ・スチュワルトがいてプレイボーイとしても知られていた。事故前のバカンス先のバミューダからプロポーズの手紙をChristinaは受け取っていた。が、その数日前に事故は起こっていた[24]。
- バルドーの自伝「イニシャルはBB」にも僅かに記述があるが、「セベールは頭が悪かったためすぐ熱が冷め、あらゆる意地悪をして振った」と書かれるなど、好意的な記述はないという。
- 1975年制作の映画「F1グランプリ 栄光の男たち」では比較的長時間のインタビューに答えている。その中でかつての自らを「狂犬のようなドライバー」であったとし、「ジャッキー・スチュワートが私を育ててくれた。考える方法を彼が教えてくれた」「今でもジャッキーは私にとっての師匠だ。世界で最高のF1ドライバーだと思う。2時間90周をミスなく走りきる唯一のドライバーだ」と評し、その彼に勝つために必要なことはとの問いに「ミスをしないこと」「経験と集中力、クルマのセットアップ能力」「レースで走りやすいクルマを作ること」「（これができれば）コーナーでも力ずくでねじ伏せる必要がない」「どんなときでもジャッキーはバランスのいいクルマで戦う」と「師匠」への敬意を隠さなかった（セベールが乗っていたティレル006の開発にスチュワートも関わっていた）。
- 「1回目のチャンピオンの時、francois aux USAというワインを売り出す」という言葉を残している[25]。
- F1でチャンピオンになったらアメリカに移住し、葡萄栽培をしたがっていた[26]。
- 兵役でドイツに短い間行った際、ドイツ語を流暢に話していた[2]。
- マジックハンドがあるならどうしたい? という質問に対し「10年間はチャンピオンでいたい。そして、地上の惨状をなくしたい」と答えている[27]。

### 事故死にまつわる逸話
- ピアニストとしてセベールが得意な曲はピアノソナタ第8番 (ベートーヴェン)であった。カナダGPからアメリカGPまでの間、スチュワート夫妻とセベールはバミューダでバカンスを楽しみ、ホテルのロビーにあるピアノで毎晩その曲を弾いていた。1973年、スチュワートのクリスマスプレゼントとして、息子が両親へレコードを買った。まだ小さい子供であったので内容はわからずカバーだけで選んだ。クリスマスの日、封を開けてみるとそのレコードはまさにその曲であったという[5]。
- 1973年のユダヤ教のヨム・キプルは10月6日であった（第4次中東戦争開戦日）。
- 事故の日の天気は良く紅葉がきれいに見えた[28]。その日の朝、ティレルに「今日はとってもいい日だから、こんな日に死にたくない」という言葉を残している[29]。

## エピソード
- 1974年、セベールのレース経歴はジャン＝クロード・アレによって "J'ai lu"（「私は見た」の意）シリーズという題名で発売された。また、François Cevert - La mort dans mon（「私の中の死」の意）という本も発売された。
- 1983年、エキュリにある学校の生徒は自分たちの学校にセベールの名前をつけることにした[30]。ヴォクリューズ県カルパントラ郡ヴェゾン＝ラ＝ロメーヌ村にある広場[31]、アンジェにある道と広場[32]、ル・マンにある道も彼の名前が冠されている[33]。
- ロビー・ウィリアムズは「Supreme」曲中のクリップでセベールとスチュワートのことに触れている。セベールの死亡事故もクリップの中では明るい結末になっている。
- 2013年F1モナコGPにおいて、フランス人ドライバーのジャン＝エリック・ベルニュがセベールに敬意を表し、自身のヘルメットデザインをセベールのものと全く同じにしたスペシャルヘルメットで参戦した[34]。また、2023年、同じくフランス人ドライバーのピエール・ガスリーもアメリカGPにてセベールのトリビュートヘルメットを使用した[35]。

## レース戦績
- ヴォラント・シェル 優勝 （1966年）
- フランス・フォーミュラ3選手権 チャンピオン （1968年）
- フォーミュラ2・ヨーロピアン選手権 3位 （1969年）
- フォーミュラ1世界選手権 3位 （1971年）
- ル・マン24時間レース 2位 （1972年）
- ドニーブロック Can-Am 優勝 （1972年）
- パリ1000Kmレース 優勝 （1970年）

### F1
| 年     | エントラント        | シャシー | エンジン                        | 1       | 2      | 3       | 4       | 5       | 6      | 7       | 8       | 9       | 10      | 11      | 12      | 13      | 14      | 15      | WDC  | ポイント |
| ------ | ------------------- | -------- | ------------------------------- | ------- | ------ | ------- | ------- | ------- | ------ | ------- | ------- | ------- | ------- | ------- | ------- | ------- | ------- | ------- | ---- | -------- |
| 1970年 | ティレル （マーチ） | 701      | フォード・コスワース DFV 3.0 V8 | RSA     | ESP    | MON     | BEL     | NED Ret | FRA 11 | GBR 7   | GER 7   | AUT Ret | ITA 6   | CAN 9   | USA Ret | MEX Ret |         |         | 22位 | 1        |
| 1971年 | ティレル            | 002      | フォード・コスワース DFV 3.0 V8 | RSA Ret | ESP 7  | MON Ret | NED Ret | FRA 2   | GBR 10 | GER 2   | AUT Ret | ITA 3   | CAN 6   | USA 1   |         |         |         |         | 3位  | 26       |
| 1972年 | ティレル            | 002      | フォード・コスワース DFV 3.0 V8 | ARG Ret | RSA 9  | ESP Ret | MON NC  | BEL 2   | FRA 4  | GBR Ret | GER 10  | AUT 9   | ITA Ret |         |         |         |         |         | 6位  | 15       |
| 1972年 | ティレル            | 006      | フォード・コスワース DFV 3.0 V8 |         |        |         |         |         |        |         |         |         |         | CAN Ret | USA 2   |         |         |         | 6位  | 15       |
| 1973年 | ティレル            | 006      | フォード・コスワース DFV 3.0 V8 | ARG 2   | BRA 10 |         | ESP 2   | BEL 2   | MON 4  | SWE 3   | FRA 2   | GBR 5   | NED 2   | GER 2   | AUT Ret | ITA 5   | CAN Ret | USA DNS | 4位  | 47       |
| 1973年 | ティレル            | 005      | フォード・コスワース DFV 3.0 V8 |         |        | RSA NC  |         |         |        |         |         |         |         |         |         |         |         |         | 4位  | 47       |

- 太字はポールポジション、斜字はファステストラップ。(key)

### ル・マン24時間レース
| 年     | チーム                          | コ・ドライバー                 | 使用車両              | クラス | 周回数 | 総合順位 | クラス順位 |
| ------ | ------------------------------- | ------------------------------ | --------------------- | ------ | ------ | -------- | ---------- |
| 1970年 | エキップ・マトラ・シムカ        | ジャック・ブラバム             | マトラ-シムカ・MS650  | P 3.0  | 76     | DNF      | DNF        |
| 1972年 | エキップ・マトラ-シムカ・シェル | ハウデン・ガンレイ             | マトラ-シムカ・MS670  | S 3.0  | 333    | 2位      | 2位        |
| 1973年 | エキップ・マトラ-シムカ・シェル | ジャン＝ピエール・ベルトワーズ | マトラ-シムカ・MS670B | S 3.0  | 157    | DNF      | DNF        |